# Frein
Pour les articles homonymes, voir Frein (homonymie).
Un frein est un système permettant de ralentir, voire d'immobiliser, les pièces d'une machine ou d'un véhicule. Dans le cas de mouvements, la plupart des types de freins transforment l’énergie cinétique en énergie thermique par friction de pièces mobiles sur des pièces fixes, éléments qu'il faut refroidir. D'autres systèmes convertissent l’énergie cinétique en une autre forme d'énergie (par exemple électrique ou pneumatique), par freinage régénératif dans le cas d'un véhicule électrique. Enfin, les freins à courant de Foucault servent à ralentir des pièces métalliques sans aucune friction.

## Histoire
Depuis l'invention de la roue, le problème de l'immobilisation volontaire de celle-ci s'est posé. Sur les véhicules à traction animale, le frein consistait en un patin ou sabot actionné par un levier, frottant sur la circonférence de la roue. Ce système était efficace seulement lorsque la roue était propre et sèche. Pour assurer l'immobilisation, on plaçait une cale devant la roue.
Les premières automobiles utilisaient toujours ce système de sabot, avec une commande par levier ou pédale à transmission directe ou par câble. Il présentait l’inconvénient d'être peu puissant, même en appuyant très fort sur la pédale, et d'être très sensible à l'encrassement, poussières, boue, graviers.
Les freins à tambours furent inventés dans les années 1900, améliorant notablement le freinage des automobiles de l'époque dont la commande se faisait par câbles.
Le premier frein à commande hydraulique est inventé par l'Américain Malcolm Lockheed (frère d'Allan, tous deux cofondateurs de Lockheed) en 1919, ce dernier fonde la Lockheed Hydraulic Brake Company à Detroit et les véhicules Chrysler seront les premiers équipés en 1924. La Lockheed Hydraulic Brake Company deviendra Bendix en 1932. Avec le passage à une liaison hydraulique, la force appliquée a pu être beaucoup plus importante, rendant les freins plus efficaces, mais aussi plus sollicités.
Dans les années 1950, les freins à disque commencent à remplacer les tambours sur des véhicules de série.
En 1978, l'Allemand Bosch commercialise son ABS électronique, un système anti-blocage des roues sur lequel la firme avait commencé à travailler dès 1936. Il équipe désormais toutes les automobiles en Europe depuis 2004.
Depuis le début des années 2000, sur certaines voitures de sport « haut de gamme », les disques en acier ont été remplacés par de la céramique, voire du carbone sur certaines voitures de course comme les Formule 1 (ces derniers nécessitant une température de 250  à   300 °C minimum pour fonctionner). Le carbone est aussi utilisé en freinage aéronautique
Plus récemment, d'autres systèmes ont permis d'améliorer le contrôle des freins, comme l'ESC, l'assistance au freinage d'urgence ou l'AEB.

## Commande des freins
Pour freiner un véhicule, le conducteur exerce un effort sur une commande, (pédale dans une automobile, levier sur les deux roues et dans les anciennes voitures, etc.), cet effort est transmis aux freins.
Cette transmission peut se faire de différentes manières :
- par câble (anciens et petits deux-roues, circuit de freinage des anciennes automobiles et camions, frein à main des petites automobiles actuelles) ;
- par circuit hydraulique éventuellement assisté (véhicule automobile, certains deux-roues) ;
- par circuit pneumatique: Frein à air (camions, trains) ;
- par circuit électrique certains véhicules hybrides et automobiles électriques et les freins de parking non commandés par câble ;
- par circuit mécanique (par ex. commande par tringles et leviers sur certaines bicyclettes).

Dans le cas d'un circuit pneumatique, pour des raisons de sécurité, on « inverse » la logique d'effort : sans pression de l'air comprimé dans le circuit, le frein est serré (par un puissant ressort), et la pression sert à écarter les freins. Ainsi, la moindre défaillance du circuit (fuite) provoque un freinage. C'est le principe adopté dans les remorques tractée, les camions et les trains de nombreux pays : le déclenchement du signal d'alarme provoque une ouverture du circuit ce qui génère un freinage immédiat de l'ensemble de la rame.

## Principe des freins à friction
Son principe repose sur la conversion de l'énergie cinétique du véhicule ou des pièces à freiner (liée à la vitesse et à la masse) en énergie thermique. L’énergie à évacuer répond à l'équation :
{\displaystyle E_{\mathrm {c} }={\frac {1}{2}}\cdot m\cdot v^{2}}
Le frottement de pièces mobiles (rotors) sur des pièces fixes (stators) est généralement utilisé. L'efficacité des freins à friction est liée à la capacité de ses constituants d'assurer un frottement suffisamment important, tout en dissipant rapidement la chaleur afin d’éviter la surchauffe de l'ensemble du mécanisme, surchauffe rendant inopérant le freinage (cf. les accidents de la « rampe de Laffrey »).
Les freins constituent un organe de sécurité indispensable :
- sur les véhicules, ils permettent faire diminuer rapidement la vitesse de déplacement, particulièrement en situation d'urgence ; ils servent aussi à limiter la prise de vitesse dans les descentes, tout comme ils permettent de maintenir immobile le véhicule ;
- sur les machines ayant des pièces en mouvement, la gestion du mouvement est un élément important du travail de la machine et, en cas de défaillance ou d'accident, l'arrêt de la machine est une nécessité absolue.

## Différents systèmes de freinage

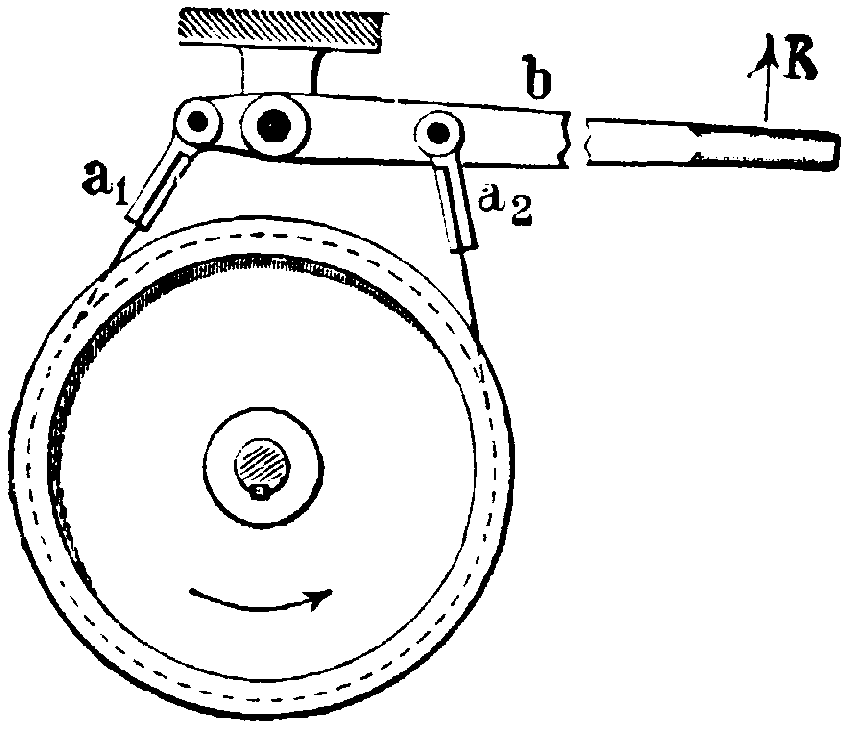
Schéma frein à bande.

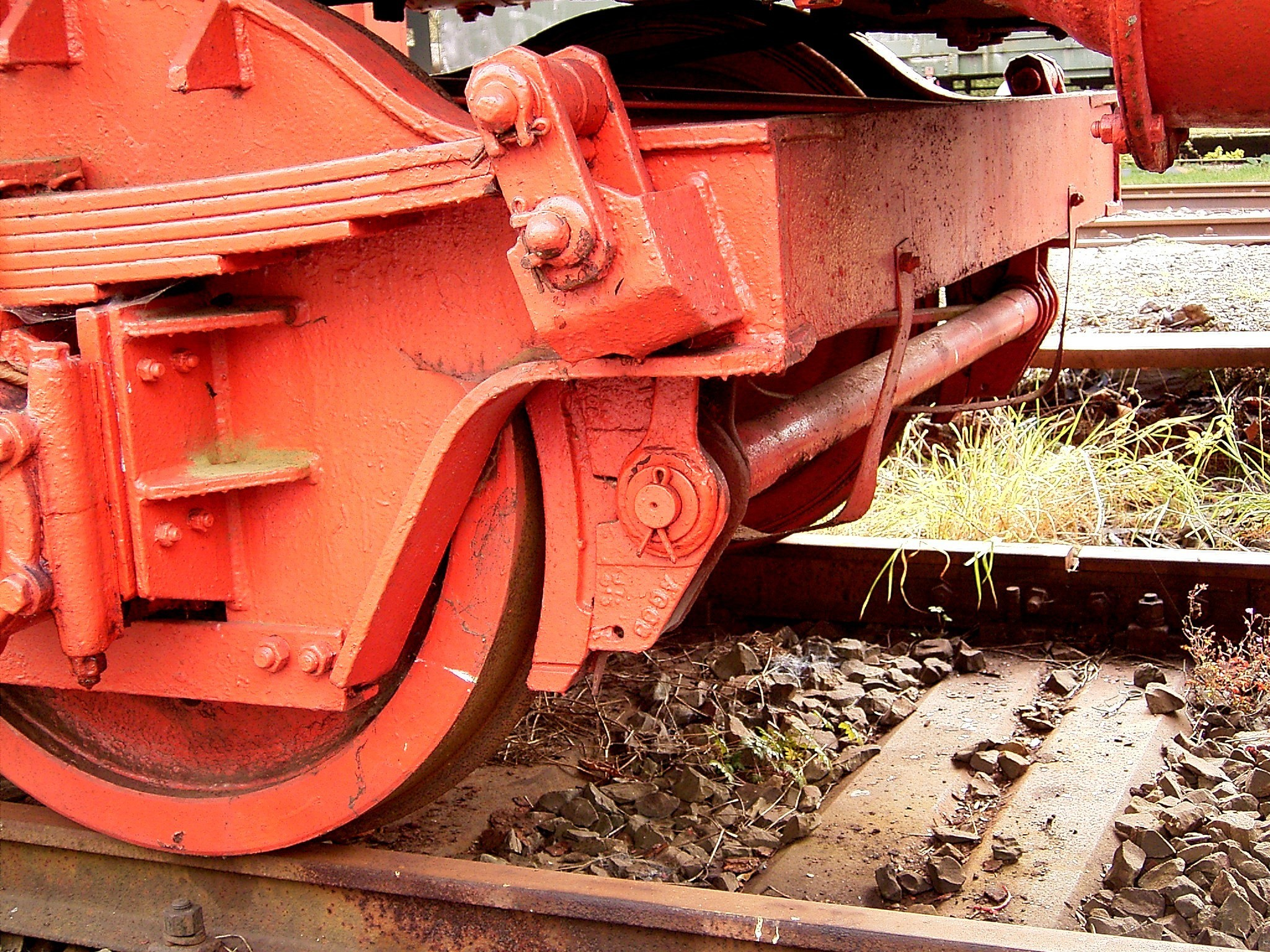
Frein à sabot sur un wagon.

### Frein à bande
Une bande plus ou moins tendue, entoure et frotte sur la périphérie d'une pièce cylindrique en rotation. Souvent utilisé pour les trottinettes et les cycles d'entraînement. Une de ses principales utilisation est rencontrée sur les treuils, en particulier dans le domaine naval : treuil de manœuvre du filet sur les chalutiers, treuil de mât de charge, treuil de descente pour les embarcations de sauvetage, toutes applications impliquant une faible vitesse de rotation mais un couple important.

### Frein à sabot ou à bloc
Le frein à sabot est constitué d'une pièce mobile, le sabot, qui vient s'appliquer sur la roue ou un dispositif qui en est solidaire. Il est encore employé, notamment dans les transports ferroviaires (frein automatique).

### Frein à tambour
Le frein à tambour est constitué d'un cylindre à l'intérieur duquel des segments (ou mâchoires) munies de garnitures s'écartent pour réaliser le freinage. L'écartement est réalisé grâce à une came et ou des pistons, un système de compensation d'usure est intégré. Les segments reviennent en position de repos grâce à des ressorts.

### Frein à disque

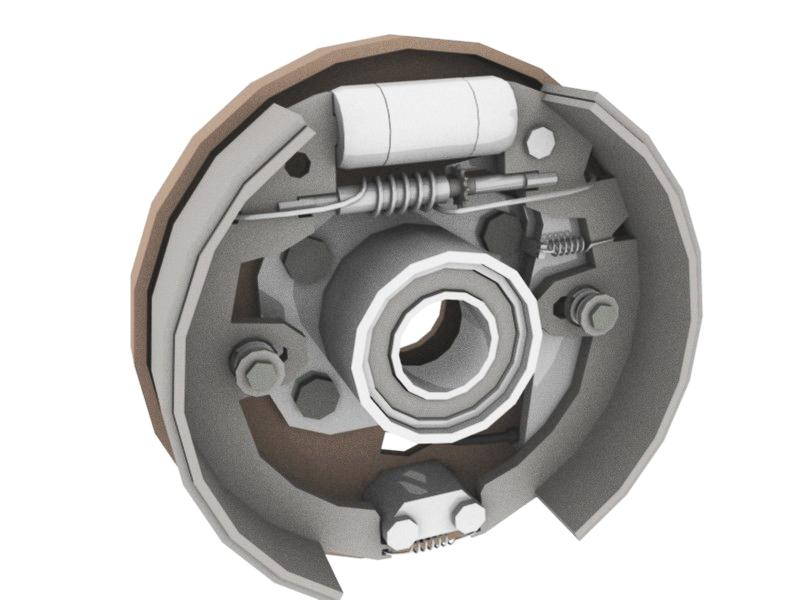
Modélisation d'un système de frein à tambour d'une automobile

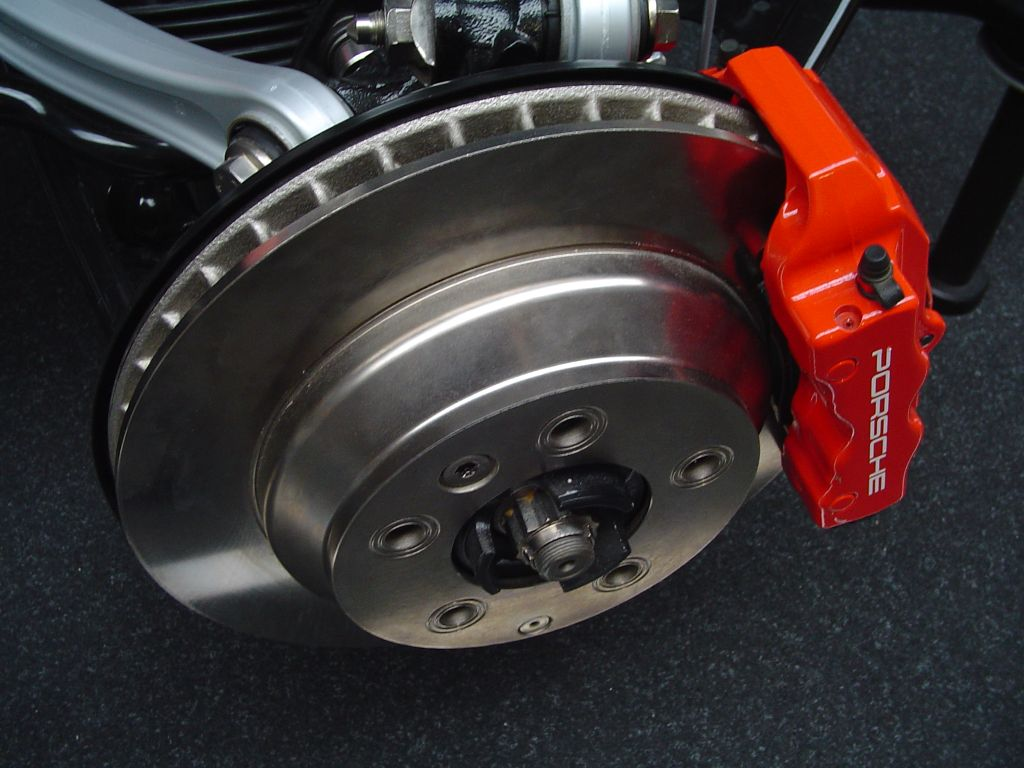
Système de frein à disque ventilé sur une Porsche Cayenne (avec étrier rouge et disque).

Les freins à disque, initialement utilisés dans l'aviation, font leur apparition sur automobile en 1953 aux 24 Heures du Mans sur une Jaguar type C. Celle-ci ayant remporté l'épreuve, attire tout particulièrement l'attention sur cette solution hardie. Deux ans plus tard, en octobre 1955, Citroën équipe sa DS 19 de freins à disque à l'avant. Les autres voitures européennes de sport et de luxe ne tardent pas à emboîter le pas. Les fabricants se multiplient (Girling, Dunlop, Bendix, etc.), la généralisation est maintenant quasi totale pour les automobiles et motocyclettes.

### Frein de stationnement
Frein de stationnement communément appelé « frein à main » offre une commande différente des freins habituels, mais utilise souvent les mêmes organes de freinage sur les automobiles, en 2020 le frein de parking des automobiles est souvent à commande électrique.

### Frein moteur
Technique voire dispositif permettant d'éviter de trop solliciter les freins (surtout dans les longues descentes, comme en montagne) et, en cas de système de freinage défaillant ou de surchauffe, on utilise le moteur de traction en frein moteur, technique qui consiste à utiliser la résistance du moteur lorsqu'il n'est plus, ou très peu, alimenté en carburant, afin de ralentir le véhicule.

## Aide électronique au freinage ABS
L'assistance anti blocage de roue, souvent appelé « ABS » de l'allemand « Antiblockiersystem ». Le principe de fonctionnement consiste à contrôler en permanence la vitesse de rotation de chaque roue du véhicule. Un calculateur électronique gère un bloc d'électrovannes sur le circuit de freinage et surveille individuellement la rotation de chacune des roues à l'aide d'un capteur implanté sur chacune d'elles. Si le calculateur détecte le blocage (ralentissement significatif par rapport aux autres roues) d'une roue, le frein de celle-ci est relâché immédiatement (sans que le conducteur n'ait à modifier son action sur la pédale de frein). Le calculateur va permettre la pression de freinage la plus forte possible tout en évitant un blocage des roues. Le fonctionnement du système se traduit par une vibration dans la pédale de frein.
Le but principal de l'ABS est de permettre de garder le véhicule manœuvrable lors d'un freinage d'urgence et non de réduire la distance de freinage.

## Frein aérodynamique des voitures de course et de sport

### Ailerons et volets
Un autre type de frein à air (aérodynamique) est constitué de volets et ailerons mécaniques à l'extérieur du véhicule et qui vont augmenter le coefficient de traînée aérodynamique du véhicule et donc le ralentir. Les freins à air de ce type sont inefficaces sur des voitures roulant à vitesse normale ; ils sont donc réservés aux voitures de course et aux sportives à haute performance qui doivent décélérer rapidement à des vitesses très élevées.

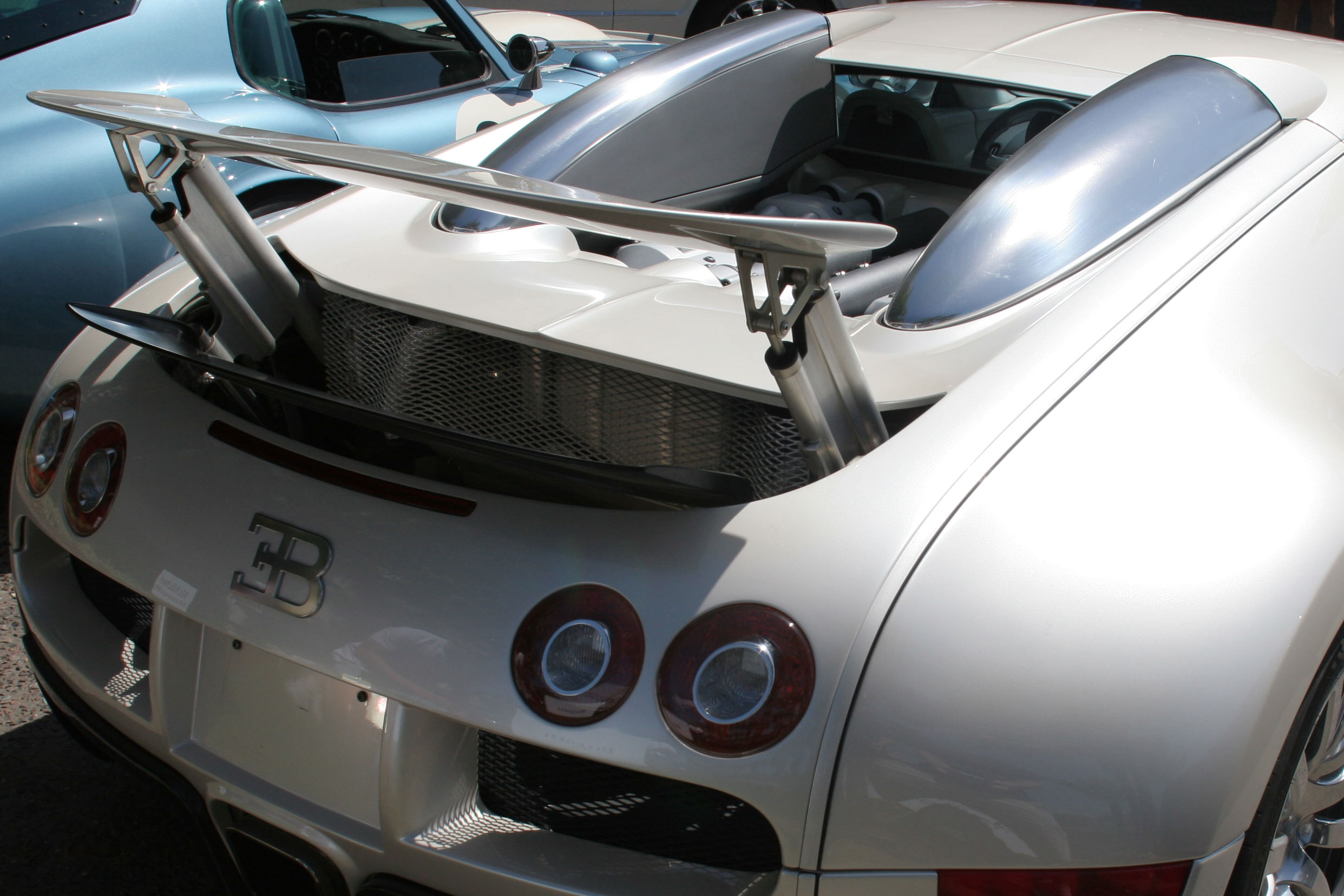
La Bugatti Veyron avec un aileron arrière hydraulique et des appendices aérodynamiques dans la position déployée.

Dans de nombreuses voitures de courses et de sports à haute performance, on utilise des dispositifs aérodynamiques, afin de ralentir les voitures roulant à des vitesses très élevées. La Bugatti Veyron, une des voitures de production les plus rapides au monde, dispose d'un spoiler arrière qui, à des vitesses supérieures à 200 km/h, agit comme un ralentisseur, déployé à un angle de 55° en 0,4 seconde chaque fois que la pédale de frein est enfoncée, il offre un supplément de 0,68 g (6,66 m/s2) de décélération (équivalent au coefficient de traînée d'une voiture à hayon). Les Dragster Top Fuel et d'autres courses d'accélération qui atteignent couramment une grande vitesse de plus de deux cent quarante et un kilomètres par heure (cent cinquante miles par heure), utilisent un frein à air mécanique via un parachute déployé après la fin de la course.
En 1994, NASCAR a introduit des volets de toit pour les voitures, qui sont conçus pour empêcher les voitures de décoller et, éventuellement, de se retourner. Après que Rusty Wallace ait eu un accident au Talladega Superspeedway, Penske Racing a conçu les volets de toit. NASCAR propriétaire de l'équipe de Jack Roush a contribué à améliorer la conception des volets du toit, en collaboration avec Embry-Riddle Aeronautical University, à Daytona, en Floride, États-Unis. Lors d'une rotation, la voiture tourne jusqu'à ce qu'elle atteigne finalement un angle où l'air venant en sens inverse réagit avec le profil du véhicule de la même manière qu'une aile. Si la vitesse est suffisamment élevée, l'air s'écoulant sur cette forme aérodynamique risque de créer suffisamment de portance pour forcer la voiture à prendre son envol. Pour éviter cela, NASCAR a élaboré un ensemble de volets qui sont encastrés dans les poches sur le toit de la voiture. Lorsqu'une voiture se soulève et atteint un angle où un angle important se produit, la basse pression au-dessus des volets provoque leur déploiement. Le premier volet, orienté 140 degrés de l'axe de la voiture, se déploie généralement en premier. Après le déploiement des volets, l'air haute pression est forcé à travers un tube d'air qui se connecte à un second volet, qui se déploie. Ce deuxième volet évite que, si la voiture continue à tourner, une portance ne soit créé, même lors de changements d'angle du véhicule. Le déploiement de ces volets élimine la plupart des effets de soulèvement du véhicule. Les volets de toit plaquent généralement les voitures sur le sol lorsqu'elles virent, bien que ce ne soit pas totalement garanti.

## Freins électriques

### Frein machines électriques
Le freinage électrique utilise la faculté qu'ont les machines électriques à se transformer en générateurs d'électricité, quand ils sont en mouvement. L'énergie cinétique ou potentielle, liée à la masse en déplacement, est convertie en électricité que l'on envoie, soit vers des résistances qui la dissipent sous forme de chaleur (frein rhéostatique), soit réinjectée dans la source d'alimentation — par exemple caténaire dans le cas des moteurs de traction d'un train — (freinage par récupération).
Sur les automobiles hybrides électriques et automobiles électriques le freinage régénératif permet de recharger la batterie de traction lors des ralentissements. L'énergie récupérée est utilisée par la suite pour la traction, ce qui permet de substantielles économies d'énergie et de soulager les freins à friction, améliorant ainsi nettement le bilan pollution.

### Frein à courants de Foucault
Type de frein utilisé notamment sur les camions et autocars, appelé aussi ralentisseur. Ce système n'est pas considéré comme un frein à proprement parler car il est d'autant plus efficace que la vitesse est élevée; il ne permet pas l’arrêt complet rapidement. Il utilise les courants de Foucault générés dans une masse métallique conductrice de l'électricité qui convertissent l’énergie mécanique en chaleur, (comme un générateur électrique en court-circuit). Ces freins ont donc besoin d’être soigneusement refroidis pour éviter tout problème de déformation du métal lié à la chaleur.

### Frein électro-magnétique

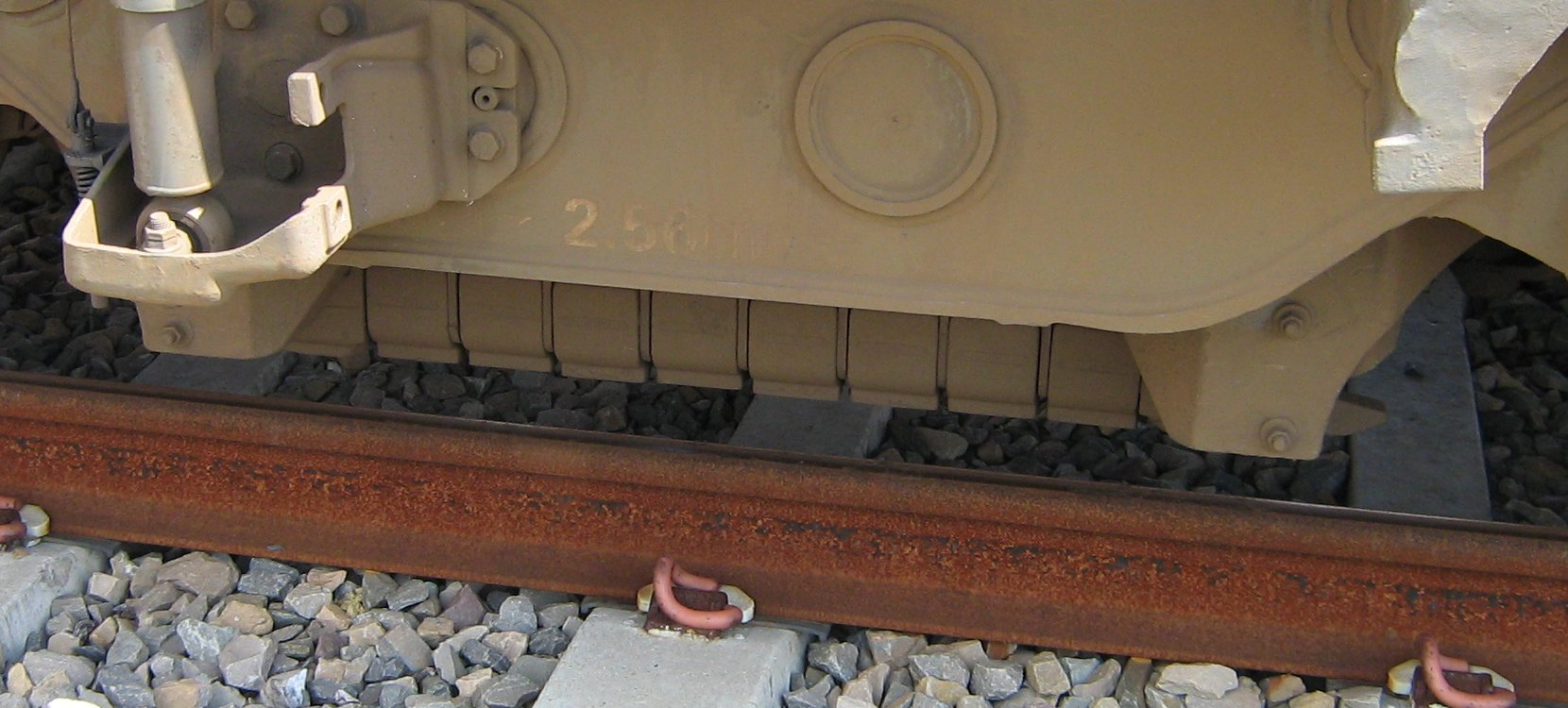
Frein électro-magnétique d'une automotrice AM96 avec sabot en position normale.

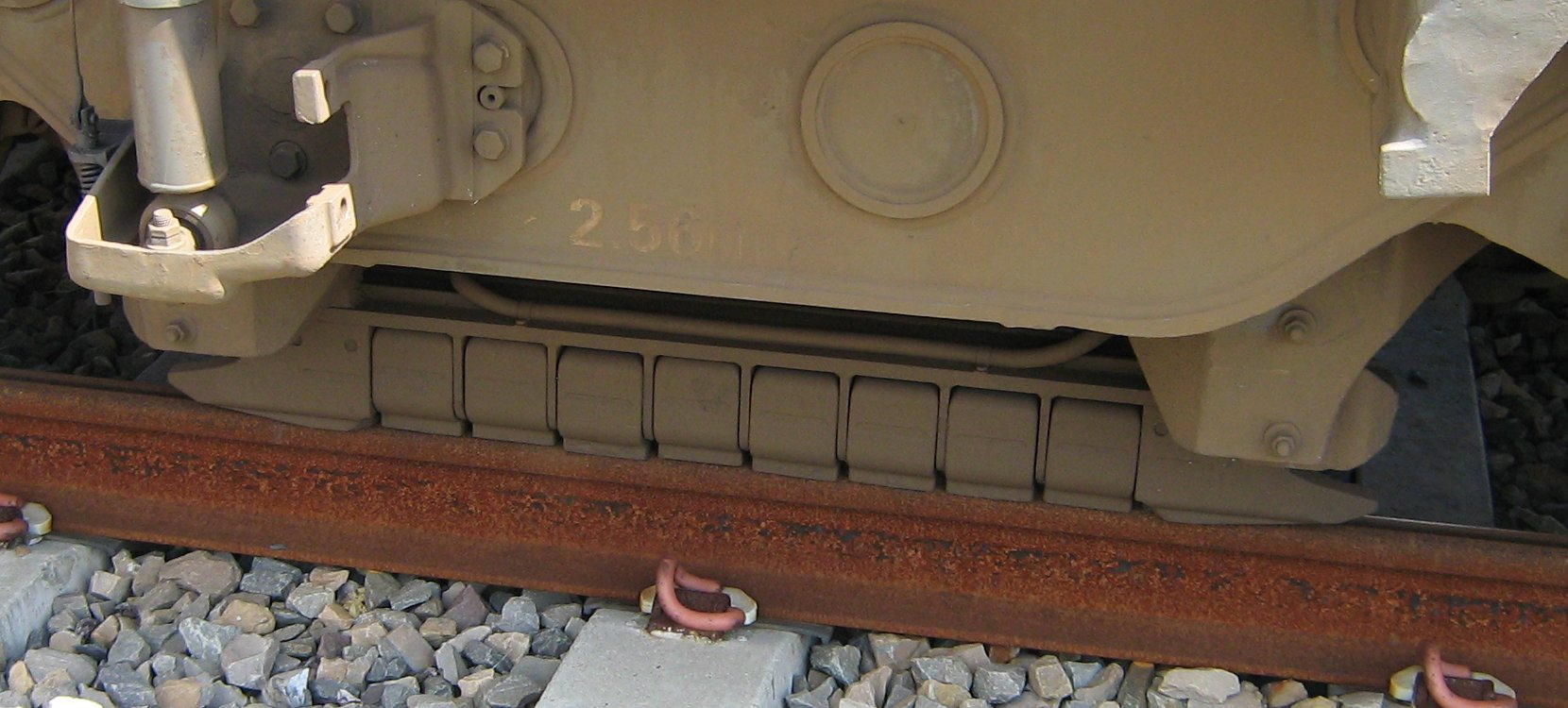
Frein électro-magnétique avec sabot appliqué sur le rail.

Le frein électro-magnétique est employé dans la technologie ferroviaire pour accroître l'effort de freinage. Il est utilisé en complément du freinage pneumatique par sabot et, dans certains cas, en complément du freinage dit « électrique » comme sur les MI 2N (matériel RATP de la ligne A et SNCF sur la ligne E du RER).
Ce système n'est utilisé que pour les freinages dits « d'urgence » (en cas d'incident et non pas pour un arrêt normal comme l'arrêt en gare), quand il est nécessaire d'arrêter le train sur la distance la plus courte possible. À titre d'exemple, pour une rame de banlieue Z 20500 circulant à 140 km/h, il faut environ 800 mètres pour obtenir l'arrêt complet, contre environ 500 m pour une rame MI2N circulant à la même vitesse.
Le système de frein électro- magnétique est apparu en France à partir de 1969 sur les voitures « grand confort », premières voitures à circuler à 200 km/h sur le Capitole puis sur les rames à turbine à gaz en 1972. Ce système fut ensuite abandonné jusque dans les années 1990, où il est réapparu sur les rames MI2N, X 73500, etc. Il devrait aussi être utilisé sur les rames POS du TGV Est Européen qui feront la liaison France/Allemagne, car il est obligatoire dans ce dernier pays — alors qu'il est jugé trop agressif pour le rail sur le réseau ferré national français, sauf pour le matériel commun avec la RATP[pourquoi ?]. Il est aussi utilisé, là encore comme frein d'urgence, sur les rames de tramway de certains constructeurs comme Alstom.

#### Principe de fonctionnement
Les freins électro-magnétiques se composent d'un ensemble (vérins plus patins) fixé sur le châssis du bogie entre les deux essieux. Lors d'un freinage d'urgence, les patins descendent et appuient contre le rail grâce à des vérins. Un champ magnétique est ensuite créé pour plaquer fortement les patins en contact avec le rail, ce qui crée un effort de freinage supplémentaire, en complément des freins à disque, à sabot, voire électrique sur certaines rames.
Le principal avantage de ce système est d'offrir un effort de freinage constant : dans le cas d'un freinage par disque, si l'effort de pression exercé sur ceux-ci est trop important il y a risque d'enrayage (blocage des roues de l'essieu qui glisseront sur le rail) et donc un risque d'allongement significatif de la distance d'arrêt avec endommagement de la surface de contact des roues. Ce risque est important en cas de pluie ou de feuilles mortes tombées sur le rail, ce qui est préjudiciable pour la sécurité des circulations qui est la base des règlements ferroviaires.

## Freinage des aéronefs
Le freinage des aéronefs est assez similaire à celui des automobiles mais avec la nécessité d’arrêter une masse importante le plus rapidement possible, ce qui explique que l'aviation a été le premier utilisateur des « nouvelles technologies » (freins à disque, frein carbone , etc.).

### Freinage à l'atterrissage

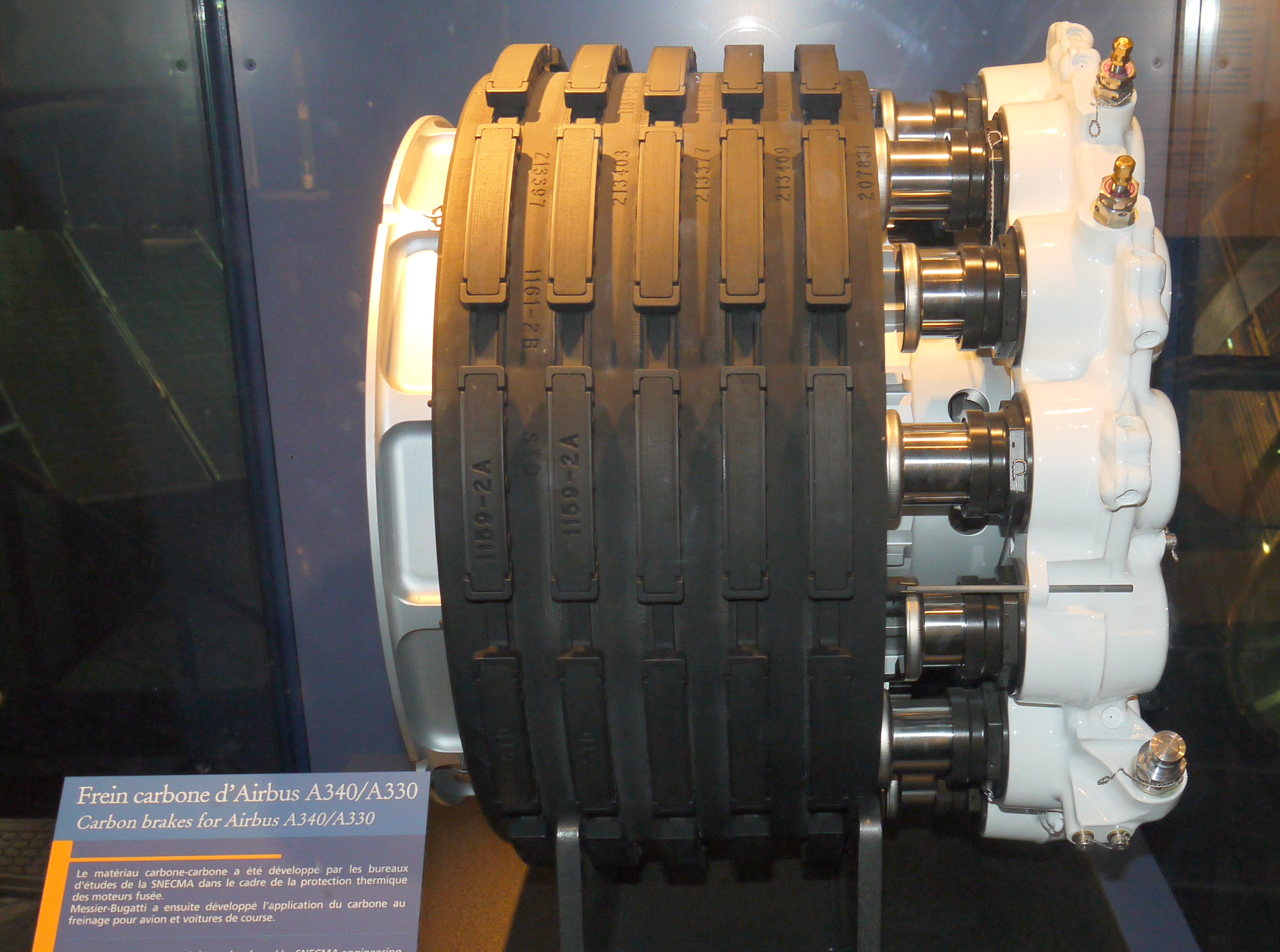
Frein d'Airbus A330/A340 vu de dessus (Musée du Bourget)

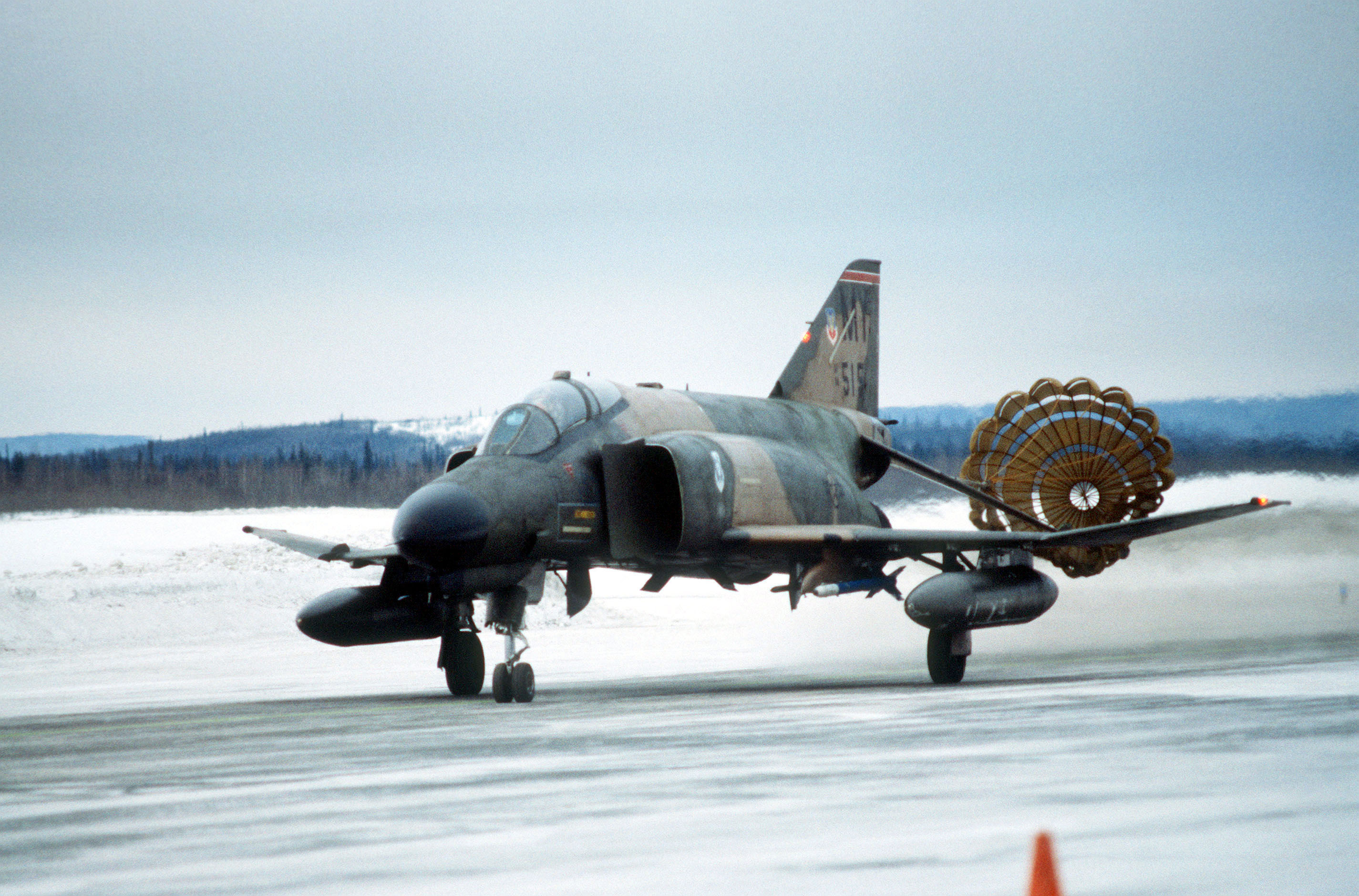
Un F-4 Phantom II utilisant son parachute de freinage

En plus du freinage conventionnel à l'atterrissage au moyen des freins des roues (généralement avec multi-disques), un aéronef peut également être freiné à l'aide de différents dispositifs permettant, soit de raccourcir la distance d'arrêt, soit de moins solliciter (et donc user) les freins de roues :
- parachute de freinage, disposé souvent à l'arrière du fuselage au pied de la dérive, et s'ouvrant au moment de l'atterrissage ;
- aérofreins, volets situés sur les ailes (également utilisés pour le freinage aérodynamique en vol) ;
- système d'inversion de poussée aidant l'aéronef à utiliser des pistes plus courtes pour atterrir.

Dans le cas des avions militaires, un dispositif de secours permet d'arrêter en bout de piste un avion qui n'aurait pas pu freiner à temps par ses propres moyens. Deux possibilités existent :
- un grand filet qui se lève en travers de la piste, dans lequel vient se jeter l'avion ;
- utilisation d'une crosse d'appontage et de l'un des brins d'arrêt comme pour l'appontage (voir ci-dessous).

### Freinage lors d'un appontage

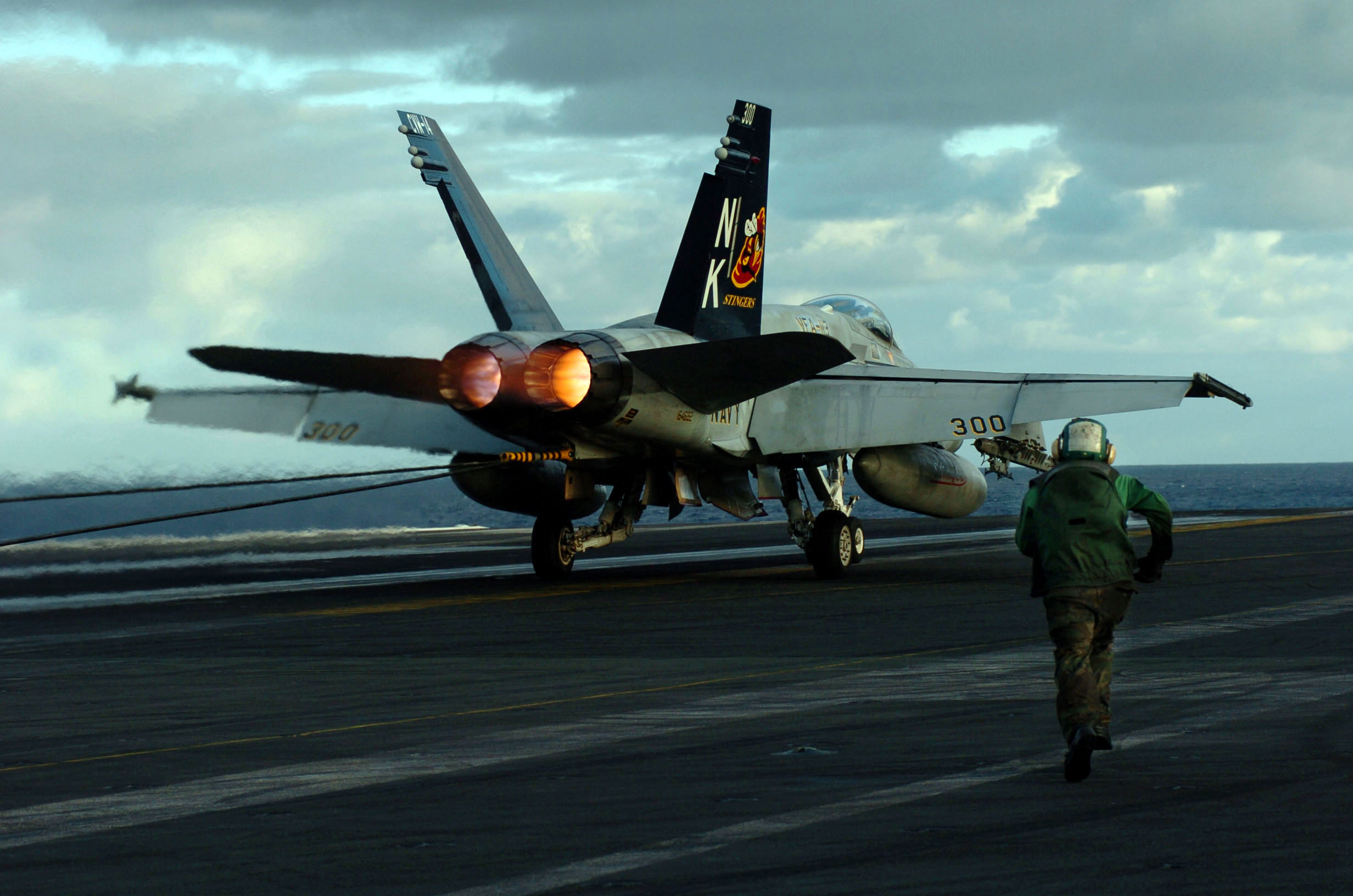
Un F/A-18 Hornet vient d'accrocher un brin avec sa crosse d'appontage. La postcombustion est encore activée.

Lorsqu'un avion se pose sur un porte-avions, il est le plus souvent freiné par l'utilisation combinée d'une crosse d'appontage et de brins d'arrêt :
- l'avion se présente pour l'appontage avec la crosse abaissée ;
- après le toucher des roues, la crosse agrippe naturellement l'un des 3 brins disposés en travers du pont ;
- un système de freinage situé à chaque extrémité du brin ralentit rapidement l'avion et l'arrête sur quelques dizaines de mètres.

Au cas où la crosse aurait raté tous les brins, l'avion n'a d'autre solution que de redécoller aussitôt sur sa lancée et de refaire une nouvelle tentative. Pour cette raison, la puissance moteur maximale est enclenchée dès le toucher des roues. Enfin un grand filet peut aussi être déployé en travers du pont, afin de permettre à l'avion d'apponter même si l'avion n'est plus en mesure d'attraper un brin d'arrêt (crosse cassée, panne, etc.). Cette méthode est cependant utilisée en dernier recours, en effet le filet risque d'endommager certaines parties de la structure de l'avion lors de son arrêt du fait des forces qui vont s'exercer sur le fuselage et les ailes.
Lors d'un appontage sur le porte-avions Charles de Gaulle, le pilote d'un Rafale dispose de 90 mètres pour passer de 220 km/h à zéro, soit une décélération dans une manœuvre qui dure environ 1,5 seconde. Cela représente en gros une décélération de 40 m/s2, soit environ 4 g.

## Frein de cycle, cyclomoteur et motos

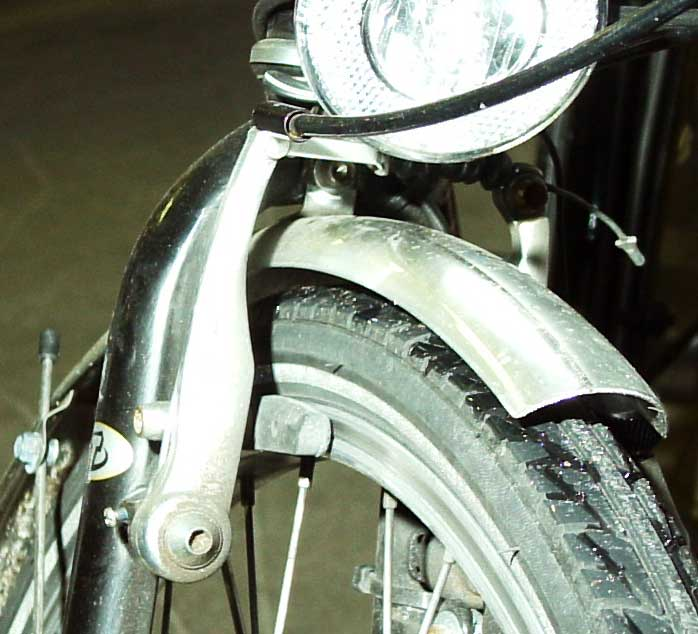
Frein de bicyclette.

- Frein à mors, transmission par câble (pincement de la jante) ;
- Rétropédalage ;
- Frein à disque à commande hydraulique ou mécanique ;
- Frein à tambour.